# Modena (Pensilvania)
Modena es un borough ubicado en el condado de Chester en el estado estadounidense de Pensilvania. En el año 2000 tenía una población de 610 habitantes y una densidad poblacional de 713 personas por km².

## Geografía
Modena se encuentra ubicado en las coordenadas 39°57′44″N 75°48′8″O / 39.96222, -75.80222.

## Demografía
Según la Oficina del Censo en 2000 los ingresos medios por hogar en la localidad eran de $36 125 y los ingresos medios por familia eran $34 000. Los hombres tenían unos ingresos medios de $32 000 frente a los $24 375 para las mujeres. La renta per cápita para la localidad era de $12 269. Alrededor del 24,7% de la población estaba por debajo del umbral de pobreza.